# Заштићено пејзажно подручје Славковска шума
Заштићено пејзажно подручје Славковске шуме је планинско подручје у облику полуострва, у Чешкој,  значајне биолошко-еколошке и естетске вредности, у коме традиционалан начин живота локалног становништва није битније нарушио природу и природне екосистеме. Локација заштићеног пејзажног подручја Славковске шуме је међу важним бањским центрима, што сугерише његову главну мисију. Циљ је заштита пејзажа, његовог изгледа и типичних карактеристика,  и посебно очување и интегритет природних лековитих ресурса. 
Типичне карактеристике подручја, укључујући водотокове и области, са појавом минералних извора, пејзажну климу, вегетацијски покривач и дивљу фауну, распоред и употребу шумских и земљишних ресурса, а у том односу и локацију и урбани састав стамбених насеља , архитектонику објеката и локалне грађевине народног гардитељства.
Заштићено пејзажно подручје Славковске шуме није само једно од важних подручја у Чешкој, већ и појава разноликих станишта и бројних биљних и животињских врста, која лежи на местима Европске еколошке  мреже NATURA 2000. Она штити врсте попут: Мочварни шаренац (Euphydryas aurinia), Пеш (Cottus gobio), Текуница (Spermophilus cittelus) и Cerastium alsinifolium. Од биљних врста значајан је локални ендем церастиум алсинифолиум (Cerastium alsinifolium).
Амблем овог подручја је редак планински цвет Брђанка или планинска арника (лат. Arnica montana), позната и као моравка, планинска, ароматична биљка висине од 20 до 60 сантиметара из рода арника и породице главочика (Asteraceae). Расте на сувим ливадама, планинским обронцима и брдима, на подручју скоро целе Европе, а у овом делу Чешке на  падинама брда Лесњи, Лисина и Кружни.

## Положај
Заштићено пејзажно подручје Славковска шума лежи између клисуре Тачковског басена, Хеба и Соколова, трећег по величини град управне јединице Карловарски крај, у оквиру којег је седиште засебног округа Соколов, у Чешкој. 
Има приближно облик троугла, у близини чијих  темена леже бањски градови Карлове Вари , Маријанске Лазње и Франтишкове Лазње .   
Граница заштићеног пејзажног подручја пролази приближно дуж линије између градова Карлови Вари - Локет - Киншперк на Охри - Маријанске Лазње - Тепла - Андјелска Хора - Карлови Вари. 
Најсевернија тачка је у близини села Седлечко насељеном место са административним статусом сеоске општине (чеш. obec) у округу Табор, у Јужночешком крају, а  најјужнија у Вишкову петом по величини граду управне јединице Јужноморавски крај, у оквиру којег је седиште засебног округа Вишков
Најисточнија тачка је испод споменика природе Шемничка скала, а најзападнија код Манског двора у  Долињи Жандов, насељеном месту са административним статусом сеоске општине (чеш. obec) у округу Хеб.
| Основне информације | Основне информације          |
| ------------------- | ---------------------------- |
| Заштита од:         | 21. јун 1974.                |
| Надморска висина    | 374–983 м                    |
| Површина            | 606 км 2                     |
| Менаџмент           | Управа ПЛА Славковса шума    |
| Положај             |                              |
| Држава              | Чешка                        |
| Региони             | Карлови Вари и Плзењски крај |
| Координате          | 50° 4′ 16″ Н, 12° 41′45″ ЈИ  |
| Геоподаци (ОСМ)     | ОСМ, ВМФ                     |

## Заштита
За подручје заштићеног пејзажа ова обалст проглашено је  указом Министарства културе Чехословачке 
Социјалистичке Републике под списом бр. 7657/74 од 3. маја 1974. Уредба је објављена у Билтену Министарства просвете и Министарства културе број 6 од 20. јуна 1974, а обавештење о уредби у Службеном листу Чехословачке, бр. 10, 1974. 
Ово подручје које се простире на површини од око 606 км²  проглашено је за заштићено природно добро са циљем да се у оквиру њега  сачува пејзаж и његова геолошка и ботаничке вредност.  У највреднији делове подручја спадају Мански двор  и  Долњи Жандов (чеш. Dolní Žandov) насељено место са административним статусом сеоске општине (чеш. obec) у округу Хеб, у Карловарском крају, Чешка.

## Мисија
Мисија  заштићеног пејзажног подручје Славковска шума је парк природе као подручја са добро очуваним природним вредностима и претежно очуваним природним екосистемима и живописним пејзажима, је очување укупне геолошке, биолошке и пејзажне разноврсности, која треба да допринесе задовољењу научних, образовних, духовних, естетских, културних, туристичких, здравствено-рекреативних потреба и осталих делатности усклађених са традиционалним начином живота и начелима одрживог развоја.

## Природа пејзажног подручја
Природа подручја је веома разнолика: у долинама река Тепла и Охре постоје, на пример, мочварне ливаде, очуване букве и кањони са стенским формацијама . Највреднији делови укључују минхенске змије и тресетне мочваре Кладске .
Већина лежи на подручју са благо хладним и благо сувим летима. Дуже лето и топлија зима су у долини Охре. 
Највише локације налазе се у појасу хладније климе, са релативно дужим зимама и вишим снежним покривачем. Најхладнији област је Лисини (982.5 м надморске висине) и Лесњи (983.5 м надморске висине), где је Славковска шума у овом заштићеном пределиу има највећи дугорочни просечни ниво годишње укупна количина падавина (изнад 900 мм).
Мерење просечних падавина на Лисини за двадесетогодишњи период од 1990 до 2010 показује просечан ниво од скоро 1.000 мм. 

### Геологија и геоморфологија
Централни део подручја налази се у геоморфолошког јединици Славковскаја шума на југу и југоистоку у  Тепелској врховини, на североисточном врху маргиналних делова где се Доупова планине продужава, и простире од северног дела Соколовског басена, ка северозападном басену Чешке . 
Шума Славков окружена је деловима Рудних планина, Смрчине и Боемске шуме. На западу и југозападу стрмо пада до источне ивице неогенског базена Хеб. Шуму Славков чине углавном гранитне стене, такозвани планински и рудни тип, у централном делу су метаморфни грејсенс. Гранит омотача овде ствара слабо гранитизовани Славковске гнајсе . Важне су и стене комплекса метабасита Маријанске Лазне, углавном амфиболити и серпентинити (змије). Трака змијских стена налази се на подручју између Маријанске Лазње, Прамени и Нове Веси. 
Читаво подручје карактерише значајна разноликост стена и присуство неких атрактивних геолошких појава. Постоји велики број геолошки условљених заштићених подручја, као што су Сватошске скале национални Споменик природе и Влцек змије стене . Базалт са стубним одвајањем заштићен је на територији ПП Чедичова вархани у Хлинек . Подручје карактеришу испуштања гаса као што су ПР Смрадох , ПП Сирнак , ПП Милхостовске мофети, који су остаци терцијарног вулканизма и појаве термалних минералних вода и киселина. У заштићеном подручју познато је више од 1000 наслага тресета.
Пањ од печурака Красно
Подручје шуме Славков било је у прошлости предмет истраживања и копања руде. Славковска шума се од памтивека повезивала са вађењем квалитетне гвоздене руде. Најпознатије вађене руде су калаја и волфрама у околини Хорњи Славкова и Красна. Конкретно, кристали каситерита , главног минерала калаја, налазе се у свим главним минералошким колекцијама, како у музејима широм света, тако и у приватним колекцијама. 
Највећи површински остатак након вађења руда калаја и волфрама је удубљење на такозваном пању главчине. Много мањих рудника масовно се срушило током велике катастрофе у 17. веку због знатног поткопавања целе површине. 
На територији заштићеног пејзажног подручја старо рударско дело Јероњим важан је рударски споменик вађења руде калаја . На зидовима ходника са премазима од чађи, након што је стена уништена ватром (тзв. Ватрена садња), у граниту се виде трагови гвожђа и копања, оруђа древних рудара. 
Уранијум се вадио у околини Хорњи Славкова педесетих година 20. века . У том подручју постоје значајније минералошке појаве, а да се не говори о већим количинама минирала у близини Лазње Кинжварт, где је било много занимљивих минерала. 
Још једно важно рударско подручје у прошлости било је Михалова Хори, које се налази на најјужнијем врху ПЛА. Рудне жиле на овом подручју су геолошки и парагенетски занимљиве, али дуго време од завршетка рударских активности проузроковало је да ово некада важно рударско средиште падне у заборав и лепи примери руда никла, кобалта, олова, цинка, сребра и бакра су сада ретки. 

### Хидрологија
Територија Славковске шуме као заштићено природно добро припада највећим делом сливу реке Охре, а у мањој мери другим речним сливовима. Слив реке Охре чини претежни део заштићеног подручја. Охре се улива у заштићени простор у северном делу кроз кратак пресек између Локет-а и Доуби-а.  
Главни одводни ток заштићеног подручја  је река Тепла, која извире у мочварама у близини села Задуб - Завишин и улива се у реку Охре у Карловим Варима. На свом путу ствара дубоку долину попут кањона. Значајне притоке су Праменски поток , Бечовски поток , Отрочински поток и Ломнички поток . На доњем току Тепле код  Брезове бране код Брезова (Карлове Вари)  изграђена је 1930-их година изграђена је каптажа, која и данас служи као ретенцијски резервоар за заштиту Карлових Вари од поплава.  
Важно вештачко дело на води је Длоуха стока, систем водоводних система  изграђен у 16. веку углавном за погон рударске опреме у Красну и Хорњи Славкову, који се улива у Охру у Локету.  
Мала и Велка Либава одводњавају западни део  Славковске шуме. Извиру у близини  Лаза и уливају се у Охру у  Либавској Удолини код Киншперка на Охри .  
У систему  Велка Либава изграђена је шездесетих година прошлог века у селу Ровна у близини  села Красна Липа, мањи резервоар за воду.  
Липолтовски поток протиче у подножју  Маријанске Лазње  и улива се у реку Одрав код села Обилна.  
Најјужнији део подручја одводи слив реке Мже . Мали део подручја одводи Коси поток , који се улива у Мже. Коси поток одводи малу површину на источној граници заштићеног подручја. 
Област заштићеног пејзажног подручја Славковске шуме укључује и бројне изворе лековитих и минералних вода. 
У  Славковској шуми, поред каптираних и на други начин коришћених извора, постоје и природни извори минералних вода звани дивљи извори.  На овом подручју регистровано је више од 1.000 извора подземних вода.

## Флора и фауна
Заштићено пејзажно подручје Славковска шума је природно станиште за бројне биљне и животињске врсте. Поред карактеристичних стенских заједница и овећег комплекса тресетних мочвара, на подручју постоји и велики број различитих извора, ливада и пашњака. Постоје и добро очуване водене заједнице са мочварном вегетацијом, као и заједнице аутохтоних шума. 
У плавним шумама могу се пронаћи ретке врсте, као што су:
- Oměj pestrý (Aconitum variegatum)
- Oměj vlčí mor (Aconitum lycoctonum ssp. lycoctonum),
- Златан  (Lilium martagon),
- Црњуша (Erica carnea),
- Крестушац (Polygala chamaebuxus),

У ову групу спадај и следеће ретке ендемске врсте:
- Rožec kuřičkolistý  (Cerastium alsinifolium)
- Сhrastavce rolního hadcového (Knautia arvensis ssp. serpentinicola),
- Sleziník nepravý  (Asplenium adulterinum)
- Sleziník hadcový (Asplenium cuneifolium),
- suchopýr pochvatý (Eriophorum vaginatum).

Док на ливадама расте:
- Сибирска перуника (Iris sibirica),
- Hořeček drsný Sturmův (Gentianella obtusifolia Sturmiana)
- Hořec hořepník Gentiana pneumonanthe),
- Жути јаблан (Trollius altissimus),
- Prstnatec májový (Dactylorhiza majalis),
- Миришљави дволист (Platanthera bifolia).

Од занимљивих врста на тресетишту се могу да бораве:  
- Všivec bahenní (Pedicularis palustris),
- Тролистица (Menyanthes trifoliata),
- Мочварска крушчика (Epipactis palustris).

Много ретких врста животиња живи у Славковској шуми, од којих су  међу птицама најзначајније :
- Црна рода (Ciconia nigra),
- Црна жуна (Dryocopus martius),
- Јастреб (Accipiter gentilis)
- Обични кобац (Accipiter nisus)

Овде борави и мала популација пупаваца:
- Пупавац (Upupa epops).

Као и популације: 
- Обични тетреб (Tetrao tetrix).

- Прдавац (Crex crex),
- Буљина (Bubo bubo).

Запуштена, углавном недоступна места су важна зимовалишта за многе врсте слепих мишева:
- Велики мишоухи вечерњак (Myotis myotis),
- netopýra ušatého (Plecotus auritus)
- Водени вечерњак (Myotis daubentonii),
- Ресасти вечерњак (Myotis nattereri),
- Велики бркати вечерњак (Myotis brandtii)
- Широкоухи љиљак (Barbastella barbastellus).

Од других заштићених врста могу се наћи: 
- Močvarni šarenac (Euphydryas aurinia),
- žluťásek borůvkový (Colias palaeno),
- Вилин коњиц  (Leucorrhinia albifrons),
- Пеш (Cottus gobio),
- Црна рода (Ciconia nigra),
- Текуница (Spermophilus cittelus).[тражи се извор]

## Галерија
- Део флоре заштићеног подручја
- Златан
- Lýkovec jedovatý
- Црвени напрстак
- Сибирска перуника
- Жути јаблан
- Тролистац
- Prstnatec májový
- Генцијана
- Длакава наранџа